# Шевич, Михаил Николаевич
Михаил Николаевич Шевич 1-й (1805—1870) — Царскосельский комендант, генерал-лейтенант

## Биография
Михаил Шевич родился в 1805 году и происходил из дворян Екатеринославской губернии.
После окончания курса в Харьковском университете, при выпуске из которого в 1824 г. он был награждён золотой медалью, Шевич поступил юнкером в Астраханский кирасирский полк и, пользуясь правами университетского диплома, в том же 1824 году произведён в корнеты.
Через два года Шевич был прикомандирован, в чине поручика, сначала к лейб-гвардии Драгунскому, а в следующем году к лейб-гвардии Гусарскому полку, куда и переведён с чином корнета в 1827 г.
Во время русско-турецкой кампании 1828—1829 гг., Шевич участвовал при осаде и взятии крепости Варны, а во время польской кампании 1831 г. (состоя старшим адъютантом штаба гвардейского резервного кавалерийского корпуса) участвовал в сражении под Остроленкой и в штурме Варшавы, причём за оказанные отличия награждён орденом св. Владимира 4-й степени с бантом.
В 1835 году ротмистр Шевич, вместе с переименованием в подполковники, был назначен дежурным штаб-офицером штаба 2-го резервного кавалерийского корпуса. В этой должности Шевич оставался до 1840 г., когда получил бессрочный отпуск, в котором находился до 1844 года. В этом году Шевич был снова зачислен в чине полковника на действительную службу в Вознесенский уланский полк, а через несколько месяцев был назначен командиром Одесского уланского полка.
С этим полком Шевич участвовал в Венгерской кампании 1849 года, в составе войск, действовавших в Трансильвании, причём оказал отличия во многих делах и сражениях, в особенности в сражении под Сегешваром и при преследовании разбитого неприятеля. Однако при этом Шевич был сильно контужен в ногу. За оказанные, блестящие отличия, Шевич был награждён: 28 ноября 1849 года — орденом св. Георгия 4-й степени (№ 8332 по кавалерскому списку Григоровича — Степанова) и 4 января 1850 года — золотой саблей с надписью «За храбрость».
В 1851 году Шевич был произведён в генерал-майоры, с оставлением командиром полка; но вскоре за тем назначен командиром 1-й бригады 2-й драгунской дивизии; а в конце года — командиром лейб-гвардии уланского полка. Этим полком Шевич командовал до 1857 г., до назначения состоять по гвардейской кавалерии, с зачислением в запасные войска, вместе с увольнением в продолжительный отпуск.
В 1867 году Шевич был назначен Красносельским комендантом, а несколько месяцев спустя, с производством в генерал-лейтенанты, — Царскосельским комендантом, с оставлением по гвардейской кавалерии.
В 1869 году Шевич взял отпуск и поехал осмотреть проектировавшуюся соединительную железнодорожную ветвь между харьково-азовской и воронежско-грушевской линиями, через Луганск.
Шевич был одним из самых ревностных предпринимателей по проложению этой ветви. При осмотре Шевич заболел и скончался в Луганском заводе 10 марта 1870 года.